# Coppa del Generalissimo 1955 (pallacanestro maschile)
La Coppa del Generalissimo 1955 è stata la 19ª Coppa del Generalissimo di pallacanestro maschile.

## Quarti di finale
Accedono alla fase finale le prime due squadre che ottengono due vittorie.

### Gruppo I
| Pos. | Squadra           | G | V | P | PF  | PS  | DP  | Pt | Qualificazione |
| ---- | ----------------- | - | - | - | --- | --- | --- | -- | -------------- |
| 1.   | Joventut Badalona | 2 | 2 | 0 | 112 | 55  | +57 | 4  | Fase finale    |
| 2.   | FC Barcelona      | 2 | 2 | 0 | 113 | 94  | +19 | 4  | Fase finale    |
| 3.   | CN Helios         | 2 | 1 | 1 | 97  | 92  | +5  | 3  |                |
| 4.   | Hesperia Madrid   | 2 | 1 | 1 | 94  | 105 | -11 | 3  |                |
| 5.   | Español FJ        | 2 | 0 | 2 | 84  | 108 | -24 | 2  |                |
| 6.   | Club Alcázar      | 2 | 0 | 2 | 64  | 110 | -46 | 2  |                |

### Gruppo II
| Pos. | Squadra     | G | V | P | PF  | PS  | DP  | Pt | Qualificazione |
| ---- | ----------- | - | - | - | --- | --- | --- | -- | -------------- |
| 1.   | Real Madrid | 2 | 2 | 0 | 133 | 70  | +63 | 4  | Fase finale    |
| 2.   | Estudiantes | 2 | 2 | 0 | 120 | 96  | +24 | 4  | Fase finale    |
| 3.   | RCD Español | 2 | 1 | 1 | 116 | 101 | +15 | 3  |                |
| 4.   | EN Bazán    | 2 | 1 | 1 | 122 | 114 | +8  | 3  |                |
| 5.   | Águilas FJ  | 2 | 0 | 2 | 75  | 114 | -39 | 2  |                |
| 6.   | CD Astur    | 2 | 0 | 2 | 75  | 146 | -71 | 2  |                |

## Fase finale

### Tabellone
|  | Semifinali        | Semifinali        | Semifinali  |             |                   | Finale             | Finale             | Finale             |  |
|  |                   |                   |             |             |                   |                    |                    |                    |  |
|  | Joventut Badalona | Joventut Badalona | 54          |             |                   |                    |                    |                    |  |
|  | Joventut Badalona | Joventut Badalona | 54          |             |                   |                    |                    |                    |  |
|  | Estudiantes       | Estudiantes       | 42          |             |                   |                    |                    |                    |  |
|  | Estudiantes       | Estudiantes       | 42          |             | Joventut Badalona | Joventut Badalona  | 59                 |                    |  |
|  |                   |                   |             |             | Joventut Badalona | Joventut Badalona  | 59                 |                    |  |
|  |                   |                   | Real Madrid | Real Madrid | 44                |                    |                    |                    |  |
|  | Real Madrid       | Real Madrid       | Real Madrid | Real Madrid | 44                | 49                 |                    |                    |  |
|  | Real Madrid       | Real Madrid       |             |             |                   | 49                 |                    |                    |  |
|  | Barcellona        | Barcellona        | 39          |             |                   | Finale terzo posto | Finale terzo posto | Finale terzo posto |  |
|  | Barcellona        | Barcellona        | 39          |             |                   |                    |                    |                    |  |
|  |                   |                   |             |             |                   |                    |                    |                    |  |
|  |                   |                   |             |             |                   | Estudiantes        | Estudiantes        | 51                 |  |
|  |                   |                   |             |             |                   | Estudiantes        | Estudiantes        | 51                 |  |
|  |                   |                   |             |             |                   | Barcellona         | Barcellona         | 56                 |  |

## Finale
| Arbitri: | Vaca Nistal |

|               |            |                |
| Brunet 21     | Punti      | 13 Bea, Imedio |
| Joaquín Broto | Allenatori | Ignacio Pinedo |